# بهم بگو (ریمیکس)
«بهم بگو» تک‌آهنگی از پیت‌بول، ، است که در سال ۲۰۰۶ میلادی منتشر شد.